# (488) Креуса
(488) Креуса (488 Kreusa по каталогу ЦМП) — довольно крупный астероид главного пояса.

## Открытие и название
Креуса была открыта 26 июня 1902 года немецким астрономом Максом Вольфом и итальянским астрономом Луиджи Карнера в обсерватории Хайдельберга. При регистрации открытия объекту было присвоено обозначение 1902 JG. Позже были обнаружены объекты 1947 KH, 1977 YD, A901 CA, A905 XA, которые впоследствии были идентифицированы как Креуса.
Астероиду было присвоено название Креуса (др.-греч. Κρέουσα) — имя нескольких персонажей древнегреческой мифологии.

## Орбитальные характеристики
Креуса обращается во внешней части Главного пояса астероидов на среднем расстоянии в 3,169 а. е. (474,1 млн км) от Солнца. Её орбита обладает умеренными эксцентриситетом, равным 0,1596 и наклонением в 11,52°. Таким образом, максимальное расстояние от Креусы до Солнца составляет 3,675 а. е. (549,7 млн км), минимальное — 2,663 а. е. (398,4 млн км).
Период обращения Креусы вокруг Солнца составляет 5,64 года (2061 сутки). Ближайшее прохождение перигелия состоится 23 июня 2013 года.
Абсолютная звёздная величина Креусы составляет 7,81m. Её видимый блеск в течение синодического периода меняется в пределах 11,5-14,6m.

## Физические характеристики
Согласно данным, полученным в 1983 году с помощью космической обсерватории IRAS средний диаметр Креусы равен 150,12±6,4 км, а альбедо — 0,0589±0,005. Исследование астероида в 2010 году посредством космического телескопа WISE, дало значение для её диаметра 150,000±11,326 км, а для альбедо — 0,0590±0,0224.
По классификации Толина Креуса принадлежит к спектральному классу C.
Данные о периоде обращения Креусы вокруг собственной оси противоречивы. Измерения, проведённые в 1979–1981 годах в обсерватории Тейбл-Маунтин показали, что полный оборот Креуса совершает не менее, чем за 28 часов. В 2000 году группа итальянских учёных опубликовала работу, согласно которой период обращения равен 6,457±0,009 ч. Исследование спектра Креусы, проведённое в 2002 году в обсерватории Санфлауэр, дало значение 19,26 ч.